# Korte klip fra Kap Farvel og omegn
|  | Denne artikel er oprettet af botten Steenthbot ud fra en ekstern database. Den kan derfor have sproglige fejl eller mangler. Denne skabelon kan fjernes efter kontrol af indholdet. |

Korte klip fra Kap Farvel og omegn er en dansk dokumentarisk optagelse fra 1932.

## Handling
Fra egnene omkring Kap Farvel: En ældre kvinde i højt humør på en boplads i Igdlokasik. 7. Thuleekspeditions skib M/S Th. Stauning ankommer i begyndelsen af september til Lindenow Fjord for at afslutte sommerens arbejde. Luftoptagelser fra fly over grønlandske fjelde. Formentlig er der tale om fraklip eller fragmenter af en film.